# Старый Сивух
Старый Сивух, Сиух (карат. Речавул Сивух)— село в Гумбетовском районе Дагестана. Входит в Мехельтинский сельсовет.

## Географическое положение
Расположено в 5 км к западу от районного центра села Мехельта.

## Население
| 1895 | 1926 | 1939 | 2002 | 2010 | 2021 |
| ---- | ---- | ---- | ---- | ---- | ---- |
| 772  | ↘661 | ↗974 | ↘46  | ↘0   | ↗171 |

Старый Сивух - единственное село в Гумбетовском районе населённое каратинцами.  В 1886 году в селе проживало 584 человека.

## История
Село образовано переселенцами из аула Сиух современного Ахвахского района. В 1944 году село ликвидировано, а жители переселены в села Гендерген и Зандак-Ара (переименованные позже соответственно в Нижний и Верхний Сиух) Андалалского района. В 1957 году сиухцев вновь переселяют, теперь на территорию Хасавюртовского района, где образовано новое село Сиух. Постановлением Народного Собрания Республики Дагестан N 269-II НС от 21.09.2000 г. в составе Мехельтинского сельсовета образовано село Старый Сивух.